# Imperial Doom
Az Imperial Doom az amerikai Monstrosity death metal zenekar 1992-ben megjelent debütáló albuma. Az album 40 000 példányban kelt el, és kiváló kritikákat kapott a sajtóban. Ez az egyetlen lemezük, melyet a Nuclear Blast kiadó jelentetett meg, ugyanis később nézeteltérésekbe keveredtek a céggel.

## Számlista
- Minden szöveget Lee Harrison írt.

1. Imperial Doom (Zene: Monstrosity) 4:12
2. Definite Inquisition (Zene: Harrison, Mark Van Erp) 4:09
3. Ceremonial Void (Zene: Monstrosity) 3:59
4. Immense Malignancy (Zene: Monstrosity) 3:40
5. Vicious Mental Thirst (Zene: Monstrosity) 4:17
6. Burden of Evil (Zene: Harrison, Van Erp) 3:22
7. Horror Infinity (Zene: Monstrosity) 4:54
8. Final Cremation (Zene: Monstrosity) 3:22
9. Darkest Dream (Zene: Monstrosity) 3:09

## Közreműködők
- George Corpsegrinder Fisher: ének
- Jason Goble: gitár
- Jon Rubin: gitár
- Mark Van Erp: basszusgitár
- Lee Harrison: dob, ütőhangszerek
- Jim Morris: producer